# Baladas e Canções (EP II de José Afonso)
Cantares de José Afonso é um EP de José Afonso, editado a partir do LP de mesmo nome, e lançado em 1967.

## Faixas
| N.º | Título                 | Compositor(es)             | Duração |  |
| 1.  | "Trovas Antigas"       | Popular/José Afonso        |         |  |
| 2.  | "Na Fonte Está Lianor" | Luís de Camões/José Afonso |         |  |
| 3.  | "Minha Mãe"            | Popular/José Afonso        |         |  |
| 4.  | "Altos Castelos"       | José Afonso                |         |  |